# Williams Alarcón Fajardo
Williams del Carmen Alarcón Fajardo (Linares, Chile, 30 de junio de 1965) es un exfutbolista chileno.

## Biografía
Se formó en las divisiones inferiores de Colo-Colo, donde llegó a los 11 años de edad. Debutó como lateral, pero luego continuó como un habilidoso volante.
Pasó por diversos clubes, destacando sus campañas con Colo-Colo participando en la obtención de Copa Chile en 1985, 1988 y 1989. Asimismo también participó ingresando unos minutos en la campaña del título nacional de 1989.
En 1988 fue enviado a préstamo a Deportes Antofagasta donde realizó buena campaña. En 1989 dejó al Cacique para sumarse otra vez al club antofagastino, donde hizo gran campaña en el ascenso de 1990.
En 1992 jugó Copa Libertadores con Coquimbo Unido. Tras el fin de temporada se lesiona gravemente, teniendo que retirarse tempranamente del fútbol. 
Es padre del también futbolista Williams Alarcón, quien también juega en Huracan.

## Clubes
| Club                 | País  | Año       |
| -------------------- | ----- | --------- |
| Colo-Colo            | Chile | 1985      |
| Deportes Antofagasta | Chile | 1986      |
| Colo-Colo            | Chile | 1987-1989 |
| Deportes Antofagasta | Chile | 1990-1991 |
| Coquimbo Unido       | Chile | 1992      |

## Palmarés

### Campeonatos nacionales
| Título           | Club      | País  | Año  |
| ---------------- | --------- | ----- | ---- |
| Copa Chile       | Colo-Colo | Chile | 1985 |
| Copa Chile       | Colo-Colo | Chile | 1988 |
| Copa Chile       | Colo-Colo | Chile | 1989 |
| Primera División | Colo-Colo | Chile | 1989 |